# Trasporti in Molise

Posizione della regione

I trasporti in Molise consistono di un sistema infrastrutturale suddiviso in linee ferroviarie, aeroportuali, autostradali, stradali e marittime.

## Sistema ferroviario

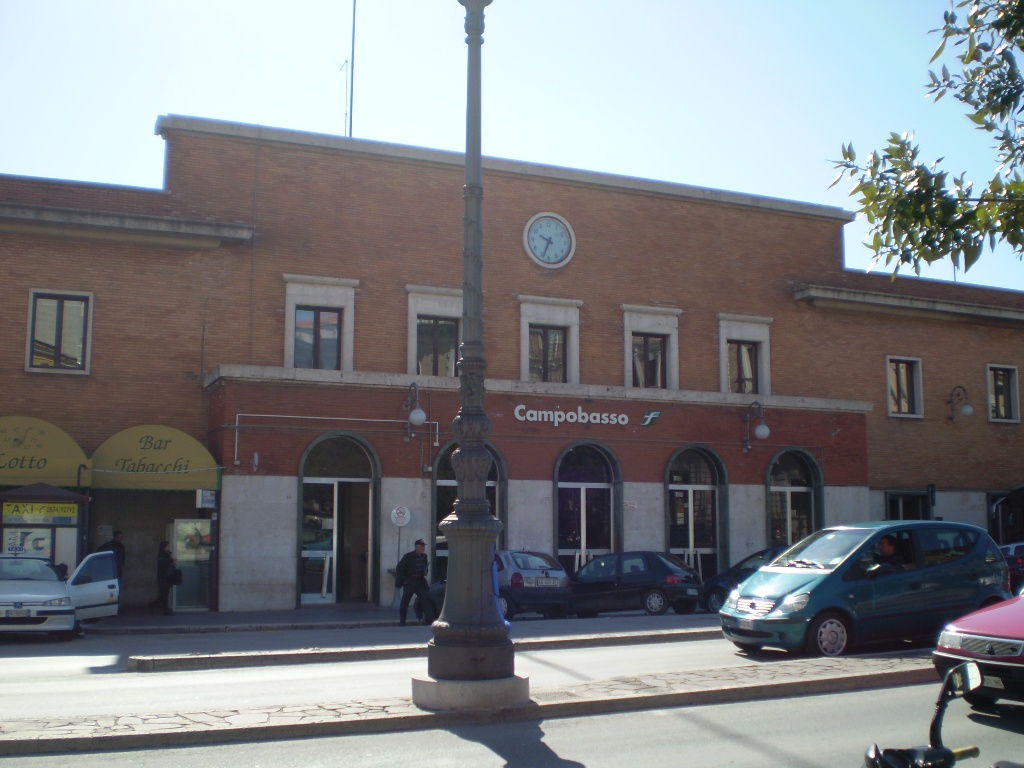
La Stazione di Campobasso

La rete ferroviaria del Molise conta 265 km di linee quasi tutte a binario unico e non elettrificate, servite da 28 stazioni; 1 stazione è classificata come gold e 4 come silver, risultando quindi le principali della regione. La linea appartenente alla rete fondamentale è la direttrice adriatica, che attraversa la regione longitudinalmente lungo il litorale, ed è anche l'unico tratto elettrificato. Vi sono poi delle linee complementari:
- La Ferrovia Benevento-Campobasso
- La Ferrovia Termoli-Campobasso
- La Ferrovia Campobasso-Isernia
- La Ferrovia Vairano-Isernia, elettrificata da Isernia
- La Ferrovia Rocca d'Evandro-Venafro, elettrificata

Vi sono poi una linea ferroviaria dismessa, la Ferrovia Pescolanciano-Agnone, in esercizio dal 1914 al 1944, e una linea ferroviaria priva di traffico ordinario dall'11 Dicembre 2011, riattivata nel 2014 (usata solo per treni turistici e per scambio di materiale rotabile con le regioni limitrofe), la Ferrovia Sulmona-Isernia, nel tratto Sulmona-Carpinone; rimane aperto all'esercizio regolare il solo tratto Carpinone-Isernia poiché in comune con la Ferrovia Isernia-Campobasso. 
Dal febbraio 2013 la ferrovia Benevento-Campobasso è stata completamente chiusa a causa di un'interruzione tra Bosco Redole e Benevento per problemi all'infrastruttura, venendo riaperta e utilizzata dal 2017 per soli treni storici e/o turistici.
Dal 9 dicembre 2016 al 9 agosto 2020 la circolazione sulla Campobasso-Termoli è stata sospesa a causa di lavori di potenziamento infrastrutturale sulla linea. Il servizio è stato garantito attraverso gli autobus sostitutivi.
Principali stazioni della regione

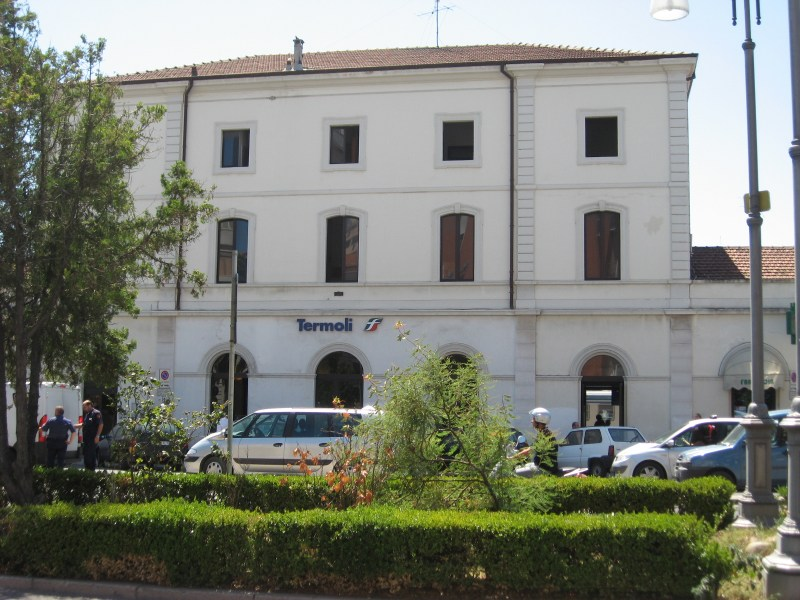
Stazione di Termoli
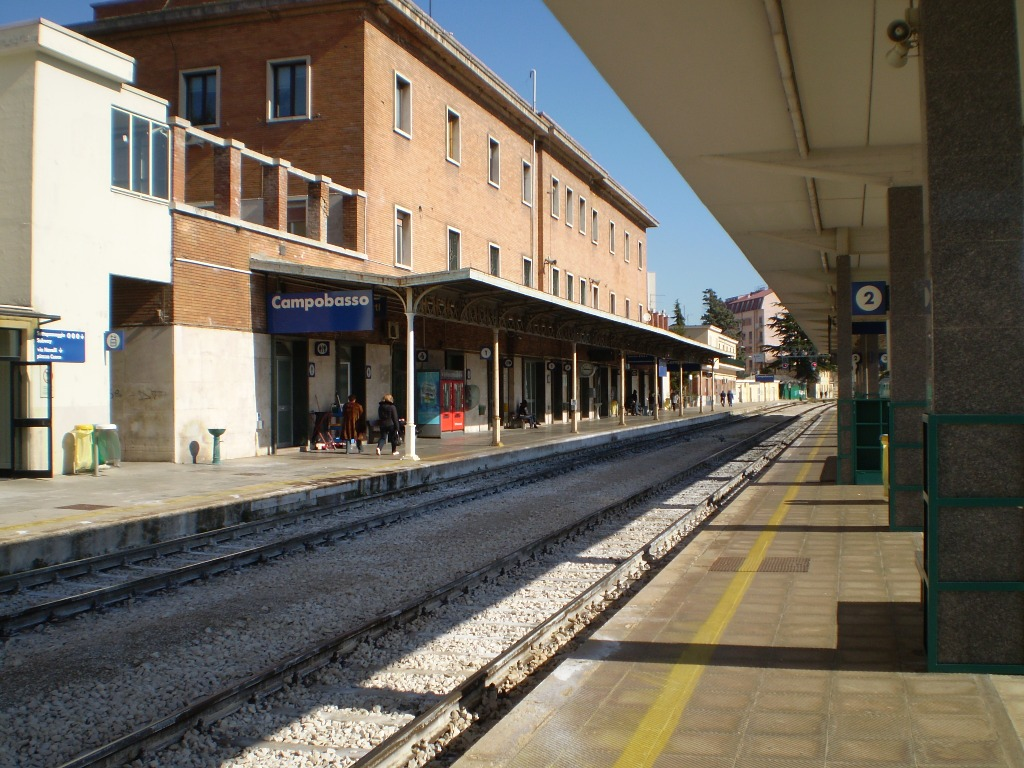
Stazione di Campobasso
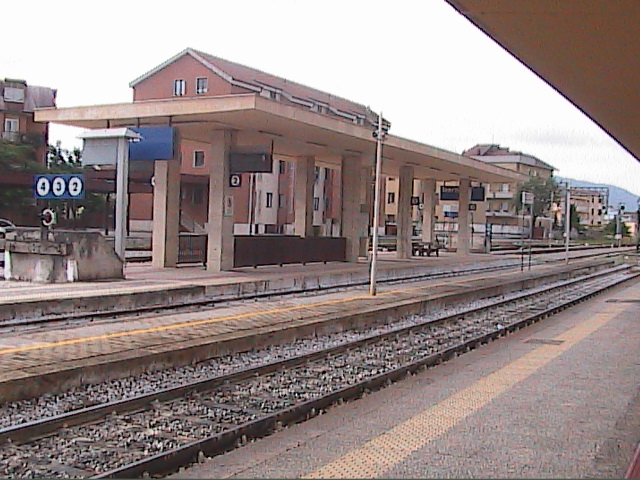
Stazione di Isernia

## Sistema aeroportuale
In regione non è presente alcun aeroporto. Vi è comunque l'intenzione di realizzare un aeroporto in regione, già manifestata da parte della provincia di Isernia, della Camera di Commercio di Isernia e della società Avioproject in una manifestazione, tenutasi nel gennaio del 2010 all'esposizione internazionale Gate XXI nell'aeroporto dell'Urbe di Roma, dal nome Verso l'aeroporto del Molise, durante la quale sono state illustrate agli organi di stampa nazionale le prospettive di sviluppo economico e turistico connesse alla costruzione di un aeroporto in regione. Gli aeroporti più vicini sono l'aeroporto di Pescara, l'aeroporto di Foggia, l'aeroporto di Bari-Palese, l'aeroporto di Napoli-Capodichino e gli aeroporti di Roma-Fiumicino e Roma-Ciampino.

## Sistema stradale e autostradale
Il Molise è attraversato da un'unica autostrada, l'autostrada Adriatica, che lo attraversa per circa 36 km; la rete stradale regionale è costituita da strade statali e provinciali gestite dalla Regione stessa, che ha funzioni di programmazione e coordinamento sugli interventi per la realizzazione, manutenzione e gestione, classificazione e declassificazione delle strade. Era in progetto la costruzione dell'autostrada A14-A1 (Termoli-San Vittore) che passando per Venafro, Isernia e Bojano, unita al capoluogo di regione tramite un raccordo autostradale fino Bojano, è stata inserita tra le opere strategiche a interesse nazionale da portare a termine entro il 2013. A tal proposito è stata costituita la società mista Regione-Anas Autostrada del Molise S.p.A..

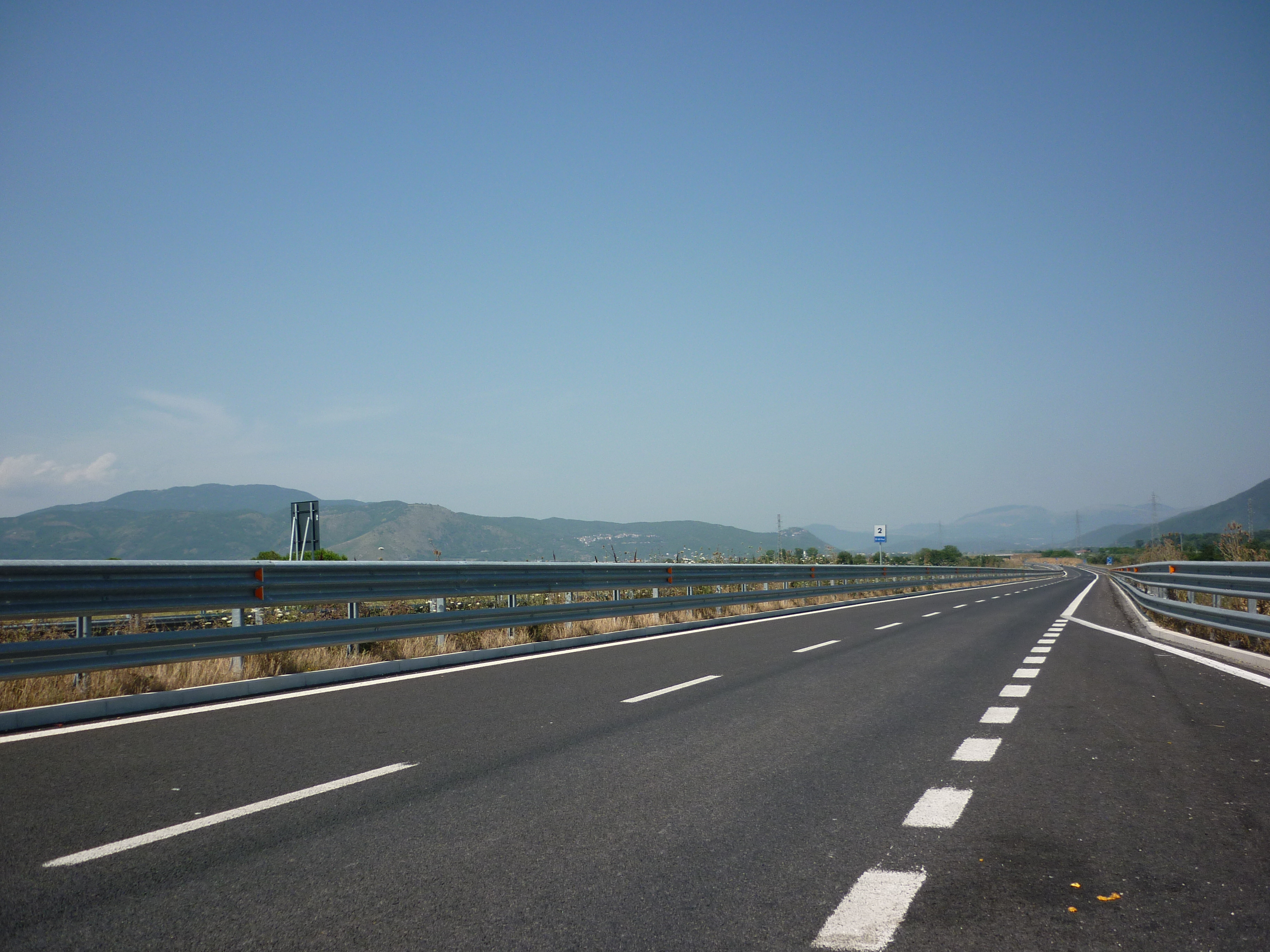
Un tratto della SS 85 var

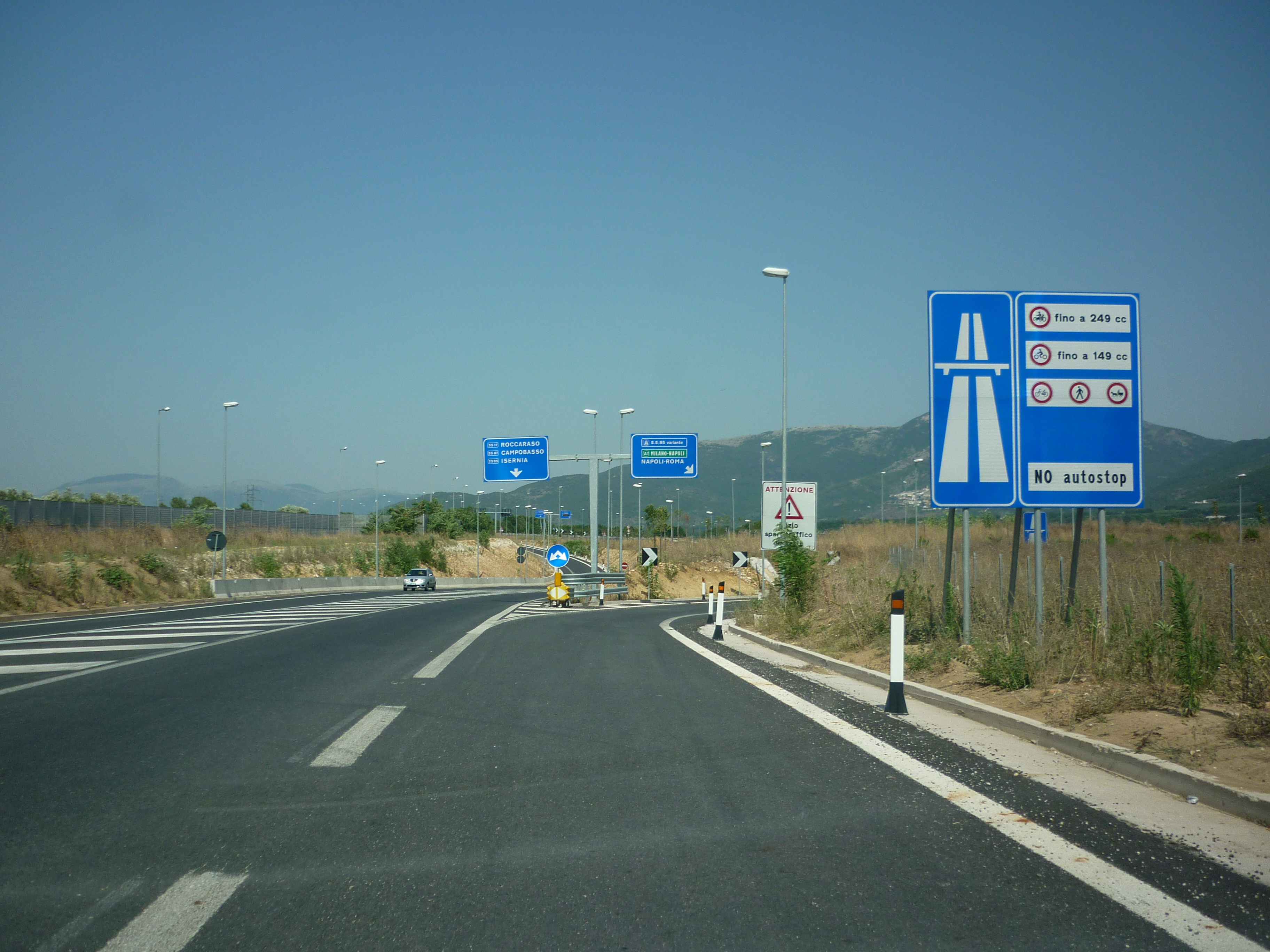
Svincolo della SS 85 con la SS 85 var

### Rete autostradale
Il Molise è attraversato per circa 36 km dall'autostrada A14 adriatica; in particolare, nel tratto regionale sono presenti:
| Autostrada Adriatica | |       |       |      |                |
| Tipo                 | Indicazione                                                                                           | ↓km↓  | ↑km↑  | Area | Strada europea |
|                      | Montenero di Bisaccia Vasto sud San Salvo Strada statale 650 di Fondo Valle Trigno Trivento - Isernia | 454,6 | 288,8 | CB   |                |
|                      | Area di servizio "Trigno"                                                                             | 458,6 | 284,8 | CB   |                |
|                      | Area di servizio "Riovivo"                                                                            | -     | 269,8 | CB   |                |
|                      | Termoli Campobasso Traghetti per le isole Tremiti                                                     | 477,0 | 266,4 | CB   |                |

### Rete stradale
| Strade statali |
| --- |
| - Strada statale 17 dell'Appennino Abruzzese ed Appulo-Sannitico - Strada statale 85 Venafrana - Strada statale 87 Sannitica - Strada statale 212 della Val Fortore - Strada statale 627 della Vandra - Strada statale 645 Fondo Valle del Tappino - Strada statale 647 Fondo Valle del Biferno - Strada statale 650 di Fondo Valle Trigno - Strada statale 652 di Fondo Valle Sangro |

### Passi e valichi
- Bocca di Forlì, 891 m s.l.m., sul confine tra Molise e Abruzzo nei comuni di Rionero Sannitico (IS) e Castel di Sangro (AQ).
- Sella di Vinchiaturo, 552 m s.l.m., nel territorio del Comune di Vinchiaturo in provincia di Campobasso.

Il primo è considerato la linea di demarcazione tra Appennino centrale e meridionale, ma alcune indicazioni geografiche attribuiscono tale qualifica al secondo.

### Distanze chilometriche
| [ 6 ]          | Campobasso | Isernia | Termoli | Venafro | Bojano | Bocca di Forlì |
| -------------- | ---------- | ------- | ------- | ------- | ------ | -------------- |
| Campobasso     | —          | 48 km   | 69 km   | 72 km   | 24 km  | 73 km          |
| Isernia        | 48 km      | —       | 117 km  | 23 km   | 25 km  | 25 km          |
| Termoli        | 69 km      | 117 km  | —       | 140 km  | 93 km  | 142 km         |
| Venafro        | 72 km      | 23 km   | 140 km  | —       | 48 km  | 48 km          |
| Bojano         | 24 km      | 25 km   | 93 km   | 48 km   | —      | 50 km          |
| Bocca di Forlì | 73 km      | 25 km   | 142 km  | 48 km   | 50 km  | —              |

## Trasporto pubblico
Il trasporto pubblico extraurbano in Molise è gestito dalle società ATM - Azienda Trasporti Molisana e SATI, quest'ultima inizialmente fusasi con Larivera per formare ATM, e poi nuovamente autonoma nel 2014. Inoltre altre aziende extraregionali garantiscono collegamenti con la regione. Il trasporto pubblico urbano della città di Campobasso è regolato dalla SEAC - Società Esercizio Autoservizi Circondariali, quello della città di Termoli dalla controllata di Larivera GTM, mentre a Isernia è gestito dall'azienda Autotrasporti di Scarselli Giuseppe.

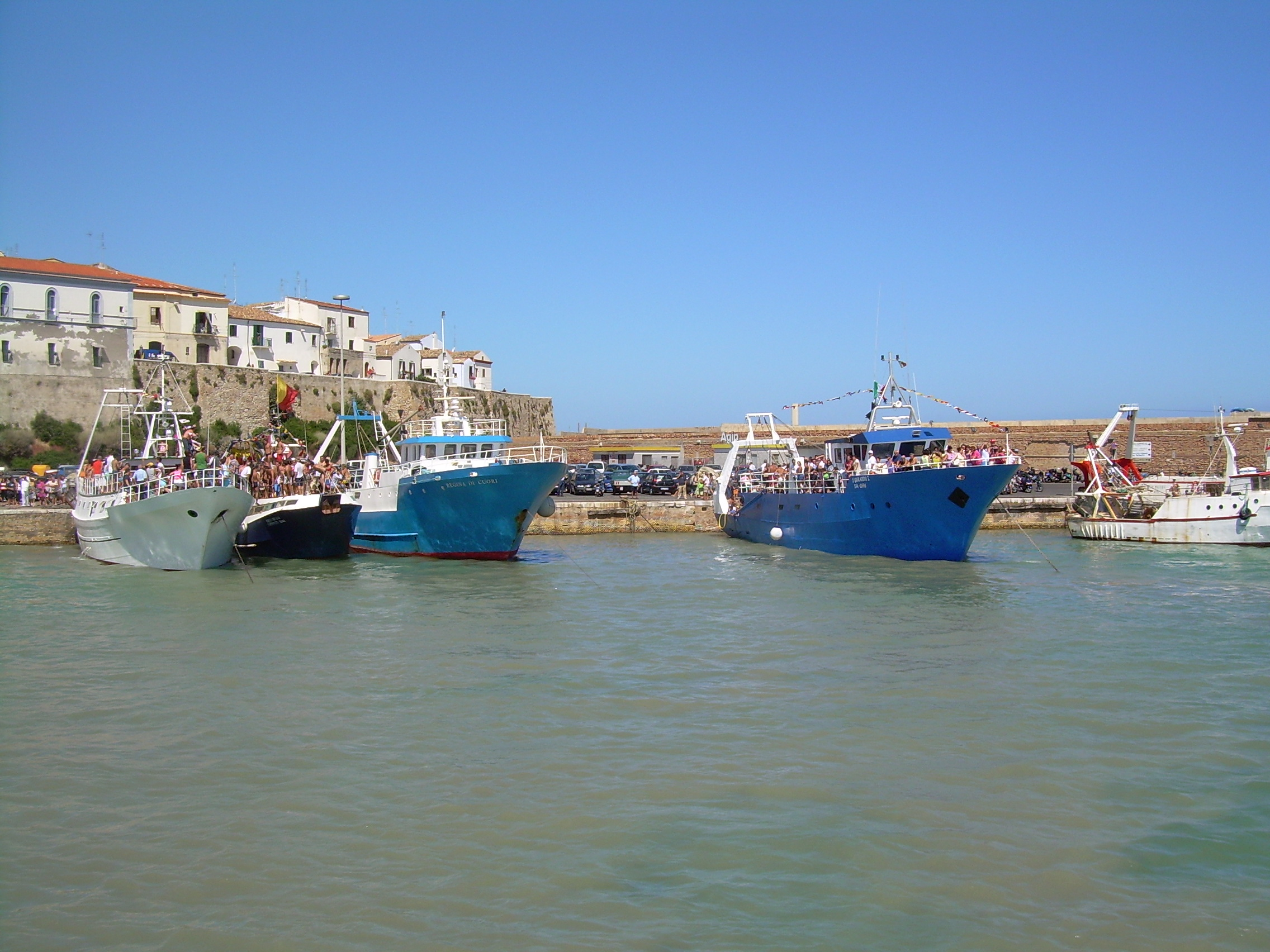
Il porto di Termoli

## Sistema di navigazione
L'unico porto commerciale della regione è quello di Termoli: si tratta di un porto passeggeri, peschereccio e turistico per diporto. Il porto si estende per un'area di 45.000 m² e impiega circa 500 operatori. Il porto di Termoli è inoltre l'unico collegato tutto l'anno con le isole Tremiti, che infatti attestano alla città molisana la maggior parte dei servizi non erogabili nelle isole. Oltre al porto di Termoli sono presenti porti turistici anche a Marina di Montenero e Campomarino Lido.